# Macrosiagon gerstoeckeri
Macrosiagon gerstoeckeri is een keversoort uit de familie waaierkevers (Rhipiphoridae). De wetenschappelijke naam van de soort is voor het eerst geldig gepubliceerd in 1878 door Harold.